# Panacea-Klänge
Panacea-Klänge, op. 161, är en vals av Johann Strauss den yngre. Den spelades första gången den 23 januari 1855 i Sofiensäle i Wien.

## Historia
Valsen komponerades och uppfördes vid karnevalen 1855 med anledning av medicinstudenternas bal. Panakeia, eller den latinska formen Panacea, var i grekisk mytologi dotter till Asklepios och personifierade läkekonsten.

## Om valsen
Speltiden är ca 12 minuter och 35 sekunder plus minus några sekunder beroende på dirigentens musikaliska tolkning.

## Weblänkar
- Panacea-Klänge i Naxos-utgåvan.